# The Clown
The Clown é um filme de drama estadunidense de 1953 dirigido por Robert Z. Leonard e estrelado por Red Skelton, Jane Greer e Tim Considine. Trata-se de um remake do filme O Campeão de 1931 estrelado por Wallace Beery e Jackie Cooper.

## Elenco
- Red Skelton ... Dodo Delwyn
- Tim Considine ... Dink
- Jane Greer ... Paula Henderson
- Philip Ober ... Ralph Z. Henderson
- Loring Smith ... Goldie
- Lou Lubin ... pequena Julie
- Fay Roope ... Doutor Strauss
- Walter Reed ... Joe Hoagley
- Eddie Marr ... diretor de televisão
- Jonathan Cott ... gerente do estúdio
- Don Beddoe ... Gallagher
- Steve Forrest ... garoto
- Frank Nelson ... Charlie (sem créditos)
- Shirley Mitchell ... Sra. Blotto (sem créditos)